# Gran Premi de Qatar de motociclisme de 2006
El Gran Premi de Qatar de motociclisme de 2006, disputat el cap de setmana del 6 al 8 d'abril al Circuit de Losail, va ser la segona prova de la temporada 2006 del Campionat del món de motociclisme.

## MotoGP
| Pos.                      | Núm. | Pilot              | Moto     | Voltes | Temps     | Sortida | Punts |
| ------------------------- | ---- | ------------------ | -------- | ------ | --------- | ------- | ----- |
| 1                         | 46   | Valentino Rossi    | Yamaha   | 22     | 43:22.229 | 6       | 25    |
| 2                         | 69   | Nicky Hayden       | Honda    | 22     | +0.900    | 4       | 20    |
| 3                         | 65   | Loris Capirossi    | Ducati   | 22     | +1.494    | 2       | 16    |
| 4                         | 15   | Sete Gibernau      | Ducati   | 22     | +4.638    | 7       | 13    |
| 5                         | 27   | Casey Stoner       | Honda    | 22     | +7.575    | 1       | 11    |
| 6                         | 26   | Dani Pedrosa       | Honda    | 22     | +10.820   | 5       | 10    |
| 7                         | 33   | Marco Melandri     | Honda    | 22     | +11.784   | 12      | 9     |
| 8                         | 24   | Toni Elías         | Honda    | 22     | +19.481   | 3       | 8     |
| 9                         | 5    | Colin Edwards      | Yamaha   | 22     | +22.920   | 8       | 7     |
| 10                        | 10   | Kenny Roberts, Jr. | KR211V   | 22     | +34.286   | 10      | 6     |
| 11                        | 56   | Shinya Nakano      | Kawasaki | 22     | +35.316   | 9       | 5     |
| 12                        | 7    | Carles Checa       | Yamaha   | 22     | +49.245   | 14      | 4     |
| 13                        | 77   | James Ellison      | Yamaha   | 22     | +1:01.469 | 17      | 3     |
| 14                        | 6    | Makoto Tamada      | Honda    | 22     | +1:10.778 | 16      | 2     |
| 15                        | 66   | Alex Hofmann       | Ducati   | 22     | +1:22.051 | 18      | 1     |
| 16                        | 30   | José Luis Cardoso  | Ducati   | 22     | +1:33.818 | 19      |       |
| Ret                       | 71   | Chris Vermeulen    | Suzuki   | 7      | Retirat   | 11      |       |
| Ret                       | 21   | John Hopkins       | Suzuki   | 4      | Retirat   | 13      |       |
| Ret                       | 17   | Randy de Puniet    | Kawasaki | 0      | Accident  | 15      |       |
| Resultats Oficials MotoGP |      |                    |          |        |           |         |       |